# Mały Wołowy Żleb

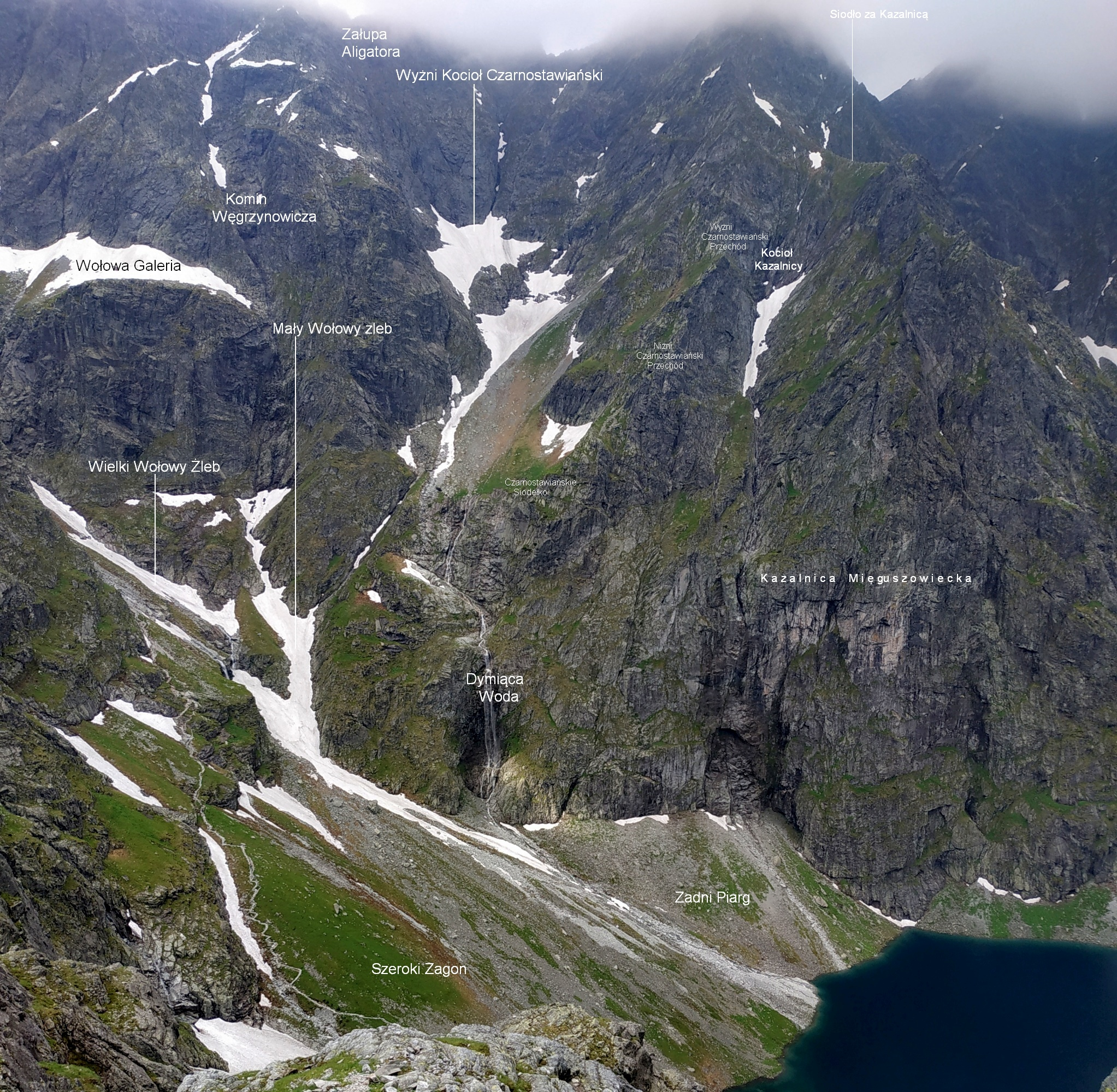
Mały Wołowy Żleb wśród opisanych obiektów

Mały Wołowy Żleb – żleb w Wołowym Grzbiecie w Tatrach Wysokich. Znajduje się w jego polskiej części, na północnych stokach opadających do dna Czarnostawiańskiego Kotła.
Mały Wołowy Żleb wcina się między Filar Wołowego Grzbietu a lewą część (patrząc od dołu) lodowcowego progu pod Wyżnim Czarnostawiańskim Kotłem. Jest dolnym przedłużeniem Załupy Aligatora. Uchodzi do Wielkiego Wołowego Żlebu na wysokości około 1700 m. Mały Wołowy Żleb ma jedno odgałęzienie – żleb uchodzący do niego z lewej strony spod progu Wołowej Galerii.
Nazwę żlebowi nadał Władysław Cywiński w 12 tomie przewodnika Tatry.